# Resolució 779 del Consell de Seguretat de les Nacions Unides
La Resolució 779 del Consell de Seguretat de les Nacions Unides, fou adoptada per unanimitat el 6 d'octubre de 1992. Després de reafirmar la Resolució 743 (1992) i les resolucions posteriors i notant un informe del Secretari General Boutros Boutros-Ghali presentat de conformitat amb les resolucions 743 i 762 (1992), el Consell va autoritzar la Força de Protecció de les Nacions Unides (UNPROFOR) a assumir la responsabilitat de supervisar la retirada completa de l'Exèrcit Popular Iugoslau de Croàcia, la desmilitarització de la península de Prevlaka i l'eliminació d'armes pesants de les zones veïnes de Croàcia i Montenegro en cooperació amb la Missió de Seguiment de la Comunitat Europea.
El Consell va demanar a totes les parts interessades que milloressin la seva cooperació amb la UNPROFOR en l'acompliment de la seva nova tasca, així com les tasques que ja realitzava a les Àrees Protegides de les Nacions Unides. També va instar a totes les parts de Croàcia a complir les seves obligacions en virtut del pla de manteniment de la pau de les Nacions Unides, en particular pel que fa a la retirada de forces i el desarmament de totes les forces i forces paramilitars.
La resolució va aprovar l'acord dels presidents de la República de Croàcia i la República Federal de Iugoslàvia (Sèrbia i Montenegro) el 30 de setembre de 1992, que va declarar que totes les declaracions o compromisos assumits sota coacció es considerarien nuls. El Consell va subratllar que això s'aplica, en particular, als drets de propietat i de la terra, després d'expressar la seva preocupació per la "destrucció i devastació de la propietat". També va elogiar els esforços del caps de la Conferència Internacional sobre l'Antiga Iugoslàvia per assegurar la restauració del subministrament d'aigua i energia abans del pròxim hivern.